# الرعاية الصحية في روسيا

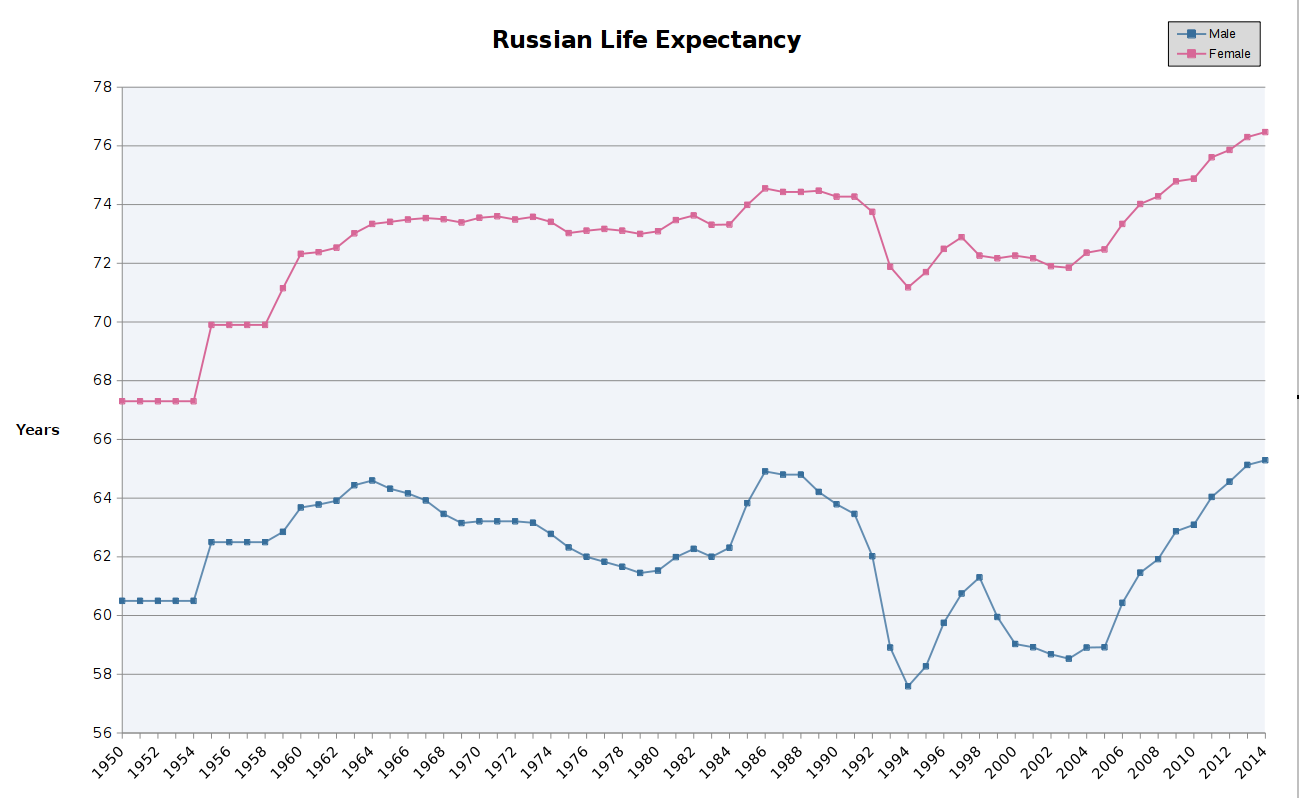
العمر المتوقع لروس من الذكور والإناث منذ عام 1950.

توفر الدولة الرعاية الصحية في روسيا من خلال صندوق التأمين الطبي الإلزامي الفيدرالي، الذي تديره وزارة الصحة. منح دستور الاتحاد الروسي جميع المواطنين الحق في الرعاية الصحية المجانية منذ عام 1996. وفي عام 2008، وُظف 621000 طبيب و1.3 مليون ممرضة في منظومة الرعاية الصحية الروسية. كان عدد الأطباء 43.8 لكل عشرة آلاف شخص، ولكن تنخفض هذه النسبة في المناطق الريفية إلى 12.1 فقط. بلغ عدد الأطباء الممارسين العامين كنسبة من إجمالي عدد الأطباء 1.26%. هناك حوالي 9.3 سرير لكل ألف نسمة، وهو قرابة ضعف متوسط المنظمة الدولية للتعاون الاقتصادي والتنمية.
بلغ الإنفاق على الرعاية الصحية 6.5% من الناتج المحلي الإجمالي، أي 957 دولارًا أمريكيًا للفرد في عام 2013. يرجع حوالي 48% من الإنفاق إلى مصادر حكومية والتي تستند في المقام الأول إلى اقتطاعات التأمين الطبي من الرواتب. يمتلك حوالي 5% من السكان -المتواجد معظمهم في المدن الكبرى- تأمينًا صحيًا اختياريًا.
بلغ عدد سكان روسيا 146.8 مليونًا في عام 2016. بلغ عدد الأفراد العاملين من بين هؤلاء السكان 72.3 مليون، وهم مشاركين في 99 نوعًا رئيسيًا من الأنشطة الإنتاجية وغير الإنتاجية. يقدر الخبراء العالميين أن الصحة العامة للسكان العاملين الروس (الرجال 18-60 سنة، النساء 18-55 سنة) ستنخفض إلى حد ما في الظروف المعاصرة بسبب ارتفاع معدل الوفيات، وارتفاع مستوى وفيات الذكور بشكل ملحوظ، وزيادة انتشار الأمراض غير المعدية الرئيسية، لا سيما أمراض القلب والجهاز التنفسي والجهاز الهضمي. وفقًا للإحصاءات الحكومية الرسمية، يتعرض واحد من كل ثلاثة عمال في روسيا لظروف عمل ضارة تتجاوز فيها مستويات التعرض للمخاطر في مكان العمل المعايير الصحية الوطنية. ومع ذلك، لا يزال مستوى الأمراض المهنية في روسيا منخفضًا للغاية. في عام 2014، أُبلغ عن 8175 حالة فقط من الأمراض المهنية، وهو ما يمثل 5.5 حالة لكل مئة ألف مواطن، وهو معدل أقل بكثير من الوضع في العديد من البلدان الأوروبية.
السمة الرئيسية للصحة المهنية في روسيا على المستوى الوطني هي تسجيل الحوادث المميتة فقط رسميًا.
بعد نهاية الاتحاد السوفيتي، انقسمت الرعاية الصحية الروسية بين أنظمة حكومية وخاصة. أدت التخفيضات الكبيرة في تمويل نظام الرعاية الصحية الذي تديره الدولة إلى انخفاض جودة الرعاية الصحية التي تقدمها. وهو ما أدى إلى جعل المرافق الخاصة الأغلى قادرة على المنافسة من خلال تسويق نفسها على أنها توفر رعاية صحية ذات جودة أفضل. بعد أن صُوت على إخراج بوريس يلتسين من دائرة الحكم، لم تعد الخصخصة هي الأولوية، حيث أعاد فلاديمير بوتين توفير تمويلًا أفضل لنظام الرعاية الصحية المملوك للدولة. تحسن نظام الرعاية الصحية الحكومي بشكل كبير طوال العقد الأول من القرن الحادي والعشرين، حيث ارتفع الإنفاق الصحي للفرد من 96 دولارًا في عام 2000 إلى 957 دولارًا في عام 2013.
بسبب الأزمة المالية الروسية منذ عام 2014، أدت الاقتطاعات الرئيسية في الإنفاق الصحي إلى انخفاض جودة خدمة نظام الرعاية الصحية الحكومي. حوالي 40% من المرافق الطبية الأساسية لديها عدد أقل من الموظفين مما يفترض أن يكون موجودًا، بالإضافة إلى إغلاق بعض المرافق الأخرى. زادت فترات الانتظار لتلقي العلاج، واضطر المرضى إلى الدفع مقابل المزيد من الخدمات التي كانت مجانية في السابق.

## التاريخ

### العصر القيصري
تأسس اتحاد العاملين الصحيين الطبيين في عام 1820. كان التطعيم ضد مرض الجدري إلزامياً للأطفال بداية من عام 1885. تأسست جمعية الصيدلة الروسية للمساعدة المتبادلة في عام 1895.
تعتبر ظروف الرعاية الصحية في روسيا القيصرية «مرعبة». خلصت لجنة مشتركة بين الإدارات في عام 1912 إلى أن «جزءًا كبيرًا من روسيا ليس لديه حتى الآن أي مخصصات للمساعدة الطبية». قدرت رابطة النضال ضد الأمراض التناسلية لعموم روسيا أنه كان هناك 1.5 مليون مصاب في عام 1914. كان 10% من المجندين في الجيش مصابين بالسل. بلغ الإنفاق على الرعاية الصحية في ذلك الوقت 91 كوبيك لكل فرد من السكان. كان هناك في عام 1903 عشرة مصانع في موسكو لهم مستشفى صغير خاص بهم وتواجد 274 عاملاً طبيًا بداخلهم. شجع التشريع بداية من عام 1912 على إنشاء مشاريع المستشفيات القائمة على المساهمات. كانت معظم المستلزمات الطبية والضمادات والأدوية والمعدات والأدوات قبل عام 1914 تستورد من ألمانيا. كان معدل الوفيات من الجرحى خلال الحرب مرتفعًا للغاية. مات معظمهم بسبب الإنتان وأكثر من 16% بسبب التيفوس. توفي ما يصل إلى عشرة آلاف طبيب مجند في الجيش بين عامي 1914 و1920.

### الفترة السوفيتية المبكرة
أعلن البلاشفة في عام 1917 عن متطلبات «التشريعات الصحية الشاملة»، وإمدادات المياه النظيفة، وحفر القنوات على المستوى الوطني، والإشراف الصحي على المؤسسات التجارية والصناعية والإسكان الداخلي. في عام 1918، كان مشتركًا في اتحاد عموم روسيا لرعاية الممرضات الذي تأسس عام 1917 قرابة 18000 عضو في 56 فرعاً. أعلنت مفوضية العمل الشعبية قائمة واسعة وشاملة للاستحقاقات التي ستغطيها صناديق التأمين الاجتماعي في أكتوبر 1917، وشملت الحوادث والمرض والرعاية الصحية وإجازة الأمومة، ولكن لم يكن التمويل المطلوب من أصحاب العمل متاحًا وقتها. وبحلول ديسمبر 1917 تقرر قصر الإعانات على أصحاب الأجور. أُعيد تنظيم التأمين الاجتماعي في شكل مخطط من خمسة مستويات للمرض والحوادث، والذي تضمن من حيث المبدأ تطبيق الرعاية الصحية والعلاج الطبي بحلول أكتوبر 1918. استمرت المشاكل المتصلة بتحصيل التمويل من أصحاب العمل حتى عام 1924 على الأقل.
وفي عام 1918 أُنشئت مفوضية الصحة العامة، وأُنشئ مجلس للأقسام الطبية في بتروغراد. عُين نيكولاي سيماشكو مفوضاً شعبياً للصحة العامة في جمهورية روسيا الاتحادية الاشتراكية السوفيتية وشغل هذا المنصب من 11 يوليو 1918 حتى 25 يناير 1930. وكان هدفه الوظيفي أن يكون «مسؤولاً عن جميع الأمور المتعلقة بصحة الناس ووضع جميع اللوائح (المتعلقة بها) بهدف تحسين المعايير الصحية للأمة وإلغاء جميع الظروف الضارة بالصحة» وفقا لمجلس مفوضي الشعب في عام 1921. أسس منظمات جديدة، وأحيانًا التي حلت أحيانًا محل المنظمات القديمة: اتحاد عموم روسيا الفيدرالي للعمالة الطبية، والمجلس الصحي العسكري، والمعهد الحكومي للصحة الاجتماعية، ورعاية الطوارئ في بتروغراد سكورايا، ولجنة الطب النفسي.
في عام 1920، أنُشئت أول استراحة للعمال في العالم، وتبعها في عام 1925 أول منتجع صحي في العالم للعمال الزراعيين في يالطا.
أُممت معظم الصيدليات ومصانع الأدوية في عام 1917 لكنها لم تكن عملية موحدة. في عام 1923 كانت 25% من الصيدليات لا تزال مملوكة للقطاع الخاص. وكان هناك اعتماد كبير على الأدوية والمكونات المستوردة. أصبح إنتاج 70% من جميع الأدوية و88% من الأدوية يتم محليًا بحلول عام 1928. أُنشئت كليات صيدلة محلية في العديد من المدن.
في عام 1923 كان هناك 5440 طبيبًا في موسكو. 4190 منهم كانوا يتقاضون راتبًا من الدولة. وكان هناك حوالي 956 عاطلًا عن العمل في السجلات. في الأغلب اضطر الأطباء إلى تعويض قلة المرتبات بالعمل الخاص. في عام 1930 كان 17.5% من أطباء موسكو يعملون في الوظائف الخاصة. زاد عدد طلاب الطب من 19785 في عام 1913 إلى 63162 في عام 1928، وإلى 76027 بحلول عام 1932. وبعد تولى ميخائيل فلاديميرسكي منصب مفوض الصحة العامة عام 1930، أصبح 90% من الأطباء في روسيا يعملون لصالح الدولة. 